# 사토 유키히코
사토 유키히코(일본어: 佐藤 由紀彦, 1976년 5월 11일 ~ )는 일본의 전 축구 선수이다.

## 구단 경력
과거 시미즈 에스펄스, 몬테디오 야마가타, FC 도쿄, 요코하마 F. 마리노스, 가시와 레이솔, 베갈타 센다이, V-파렌 나가사키에서 활동하였다.